# Las margaritas son flores del campo
Las margaritas son flores del campo es el título del cuarto disco oficial de los Mojinos Escozíos. Incluye un CD con 15 canciones (una de ellas, una Bonus track) y un DVD con 14 videoclips, según la carátula, protagonizados, dirigidos, producidos, grabados, montados, editados, mezclados y realizados por los propios Mojinos Escozíos.
Fue la primera vez en la historia que se regalaba un DVD junto a un CD, con videoclips de algunas de las canciones y diferentes sketches de la banda
Como curiosidad cabe destacar que el día del atentado del 11-S a las Torres Gemelas de Nueva York, el disco llegó a n.º 1 de la lista de ventas en España.
Los Mojinos Escozíos alcanzaron el éxito de inmediato gracias a este trabajo, convirtiéndose en su álbum más vendido hasta ese momento. En su primera semana en tiendas lograron vender más de 150.000 copias, alcanzando el primer puesto en las listas españolas. Incluye algunas parodias, como el tema Ábreme la puerta, en alusión a una canción de Pimpinela. también tienen cabida en este álbum temas como Qué güeno que estoy, Las burbujitas y Federico, un tema pleno de rock and roll.
| N.º | Título                                            | Duración |  |
| 1.  | «Qué Güeno Que Estoy»                             | 3:33     |  |
| 2.  | «Niño Joé!!»                                      | 4:26     |  |
| 3.  | «La Liebre»                                       | 2:50     |  |
| 4.  | «La Mamaita (Historia De Marco Y Su Mono Amedio)» | 4:51     |  |
| 5.  | «El Teto»                                         | 3:52     |  |
| 6.  | «Las Burbujitas»                                  | 1:56     |  |
| 7.  | «No Tienes Huevos»                                | 4:11     |  |
| 8.  | «Ábreme La Puerta (con Mónica Green)»             |          |  |
| 9.  | «Mis Cuenno»                                      | 4:25     |  |
| 10. | «Federico»                                        | 5:23     |  |
| 11. | «Mucha Sangre»                                    | 6:10     |  |
| 12. | «Doy Asco»                                        | 4:16     |  |
| 13. | «I Love Mi Armorrana»                             | 4:53     |  |
| 14. | «Los Pavos De Manolito Marquez»                   | 4:16     |  |
| 15. | «Las Sevillanas De Mi Niña»                       | 4:06     |  |